# Центральный (Томская область)
Центра́льный — посёлок в Верхнекетском районе Томской области, Россия. Административный центр Орловского сельского поселения.
Население — ↘165 (2021).

## География
Посёлок расположен в центре Верхнекетского района, в среднем течении реки Орловка, огибающей его с запада. Примерно в 1,5 км южнее в Орловку впадает речка Чёрная.

## Население
| 2002 | 2010 | 2012 | 2013 | 2014 | 2015 | 2021 |
| ---- | ---- | ---- | ---- | ---- | ---- | ---- |
| 497  | ↘360 | ↘340 | ↘327 | ↘311 | ↘296 | ↘165 |

## Местное самоуправление
И. о. главы поселения — Горбунова Виктория Васильевна.

## Социальная сфера и экономика
В посёлке есть фельдшерско-акушерский пункт, почта, электростанция, МЧС. 
Основа местной экономической жизни — лесное хозяйство, розничная торговля, рыболовство, охота, сбор дикоросов.
В 2004—2010 гг. в посёлке действовала община эвенков «Орловка». Община была названа по реке и бывшему эвенкийскому посёлку Орловка. Основные виды деятельности — рыболовство, охота, сбор дикоросов.